# 클라우스 아우겐탈러
클라우스 "아우게" 아우겐탈러 (Klaus "Auge" Augenthaler, 1957년 9월 26일, 퓌르스텐첼 ~)는 은퇴한 독일의 축구 선수이며, 현재 축구 감독이다.

## 선수 경력
아우겐탈러는 선수 시절 주로 센터백에, 말년에는 스위퍼로 활약하였다. 그는 FC 바이에른 뮌헨에서 활약하면서 7차례 분데스리가 우승을 경험하였고, 3차례 DFB-포칼 우승을 경험하였다. 유러피언 컵에서는 1981-82 시즌과 1986-87 시즌에 결승에 진출하였으나, 각각 애스턴 빌라 FC (0-1) 와 FC 포르투 (1-2) 에 패하였으며, 후자의 경우 경고누적으로 결장하였다.
1984년부터 1991년에 은퇴할 때까지, 클라우스 아우겐탈러는 뮌헨의 주장을 맡았다.
1983년과 1990년 사이, 아우겐탈러는 서독 축구 국가대표팀 경기에 27번 출장하였고, 이탈리아에서 열린 1990년 FIFA 월드컵에서는 아르헨티나를 1-0으로 꺾고 우승을 경험하였다. 그는 또한 1986년 FIFA 월드컵의 준우승의 주역이었지만, 조별리그 2경기 출장에 그쳤다.

## 감독 경력
그의 감독직은 FC 바이에른 뮌헨의 유소년팀을 맡으며 입문하였다. 이후에 그는 쇠렌 레르뷔, 에리히 리베크, 프란츠 베켄바우어, 조반니 트라파토니, 그리고 오토 레하겔 감독의 수석 코치로 있었다. 이후, 그는 오스트리아의 그라처 AK의 감독을 맡았고, 2시즌 연속 팀을 3위로 이끌었다.
1999-2000 겨울 휴식기에, 그는 그라처 AK의 감독직을 그만두고, 1. FC 뉘른베르크의 감독이 되었다. 당시 2 분데스리가에 있던 뉘른베르크는 그의 지도 하에 1 분데스리가에 승격되었다.
이후 2002-03 시즌에 강등을 앞두고, 뉘른베르크는 아우겐탈러를 해임시켰다. 이후 시즌 몇 경기를 남겨놓고 위기에 처한 바이어 04 레버쿠젠의 감독이 되었다. 그는 레버쿠젠을 잔류시켰고 2005년 9월, 미하엘 스키베가 감독이 될 때까지 레버쿠젠에 남았다.
같은 해 12월에 VfL 볼프스부르크의 새 감독이 되었다. 그는 평범한 성과로 2006-07 시즌에 볼프스부르크 감독직을 내려놓았다. 2010년 3월 23일, 그는 SpVgg 운터하힝과 6개월 계약을 체결하고 마티아스 루스트 감독을 대신하였다. 그의 계약은 2011년 6월 3일에 끝났다.

## 수상
클라우스 아우겐탈러는 선수 시절 다음을 경험하였다.

### 클럽
- 유러피언 컵
  - 준우승: 1981-82, 1986-87
- 푸스볼-분데스리가: 1979–80, 1980–81, 1984–85, 1985–86, 1986–87, 1988–89, 1989–90
- DFB-포칼: 1981–82, 1983–84, 1985–86
- DFL-슈퍼컵: 1982, 1987, 1990

### 국가대표팀
- FIFA 월드컵
  - 우승: 1990
  - 준우승: 1986

## 같이 보기
- 원클럽맨 명단